# Tg Duel
Il Tg Duel è stato un telegiornale satirico italiano condotto da Gene Gnocchi, che andava in onda dopo l'edizione delle 20:30 del TG2. Il conduttore, riprendendo la stessa grafica del TG2, raccontava fatti fittizi (per lo più ispirati ad accadimenti reali) per fare satira sui personaggi politici più in vista nel panorama italiano; tra i personaggi più bersagliati c'era il cardinal Camillo Ruini. Il programma parodistico non venne più riproposto dall'autunno 2006. La sigla era la stessa della testata giornalistica, ma la terza nota secca finale era sostituita da uno strano rumore.